# Blumøller
A/S Blumøller var en dansk producent og distributør af produkter til rengøring og personlig pleje. Virksomheden blev i 2008 solgt til dagligvaregiganten Sara Lee og i 2010 solgt til Unilever, som driver den resterende del af aktiverne gennem Unilever Danmark. I 2008 omsatte selskabet for 650 mio. kr. Virksomheden havde hovedsæde i Middelfart og produktion i Odense. Samlet beskæftigede Blumøller ca. 150 ansatte (2005).

## Historie
Nicolai Niemann Blumensaadt grundlagde i 1835 en lille sæbefabrik med tilhørende butik i Odense. Efter 2. verdenskrig blev produktionen udvidet til at omfatte vaskemidler, og fra 1950'erne lanceredes flere mærkevarer, der efterfølgende kom til at spille en væsentlig rolle for selskabet. I 1957 fusionerede N. N. Blumensaadt med en anden sæbefabrik, H. C. Møllers Eftf., og det nye selskabet fik navnet A/S Blumøller.
I 1965 sendtes vaskemidlet Bio-Tex på gaden, hvilket medførte stor vækst for virksomheden. Produktet er den dag i dag et af de mest populære. Samme år blev virksomheden opkøbt af den hollandskejede Akzo-koncern. Porteføljen af mærkevarer blev i 1970 udvidet med Finitex (skyllemiddel), Probat (gulvrens), Closan (toiletrens) og Neutral (vaskemidler og personlig pleje). Sidstnævnte, som er en serie uden parfume, udvikles i samarbejde med Astma-Allergi Forbundet. Endelig blev tandpasta-mærket Zendium lanceret i 1980.
Akzo-koncernen solgte i 1987 hele sin konsumentdivision, herunder Blumøller, til den amerikanske dagligvarekoncern Sara Lee Corporation. Efter overtagelsen lancerede Blumøller flere af Sara Lees andre mærker – Sanex (personlig pleje), Kiwi (skopleje) og Ambi-Pur (luftfriskere).

## Markedsandele
Ifølge AC Nielsen/AIMs MAT-indeks pr. marts 2008 var Blumøller markedsledende på virksomhedens fire hovedområder:
- Vaskemidler (bl.a. Bio-Tex, Persil, Finitex og Neutral): 40,6 procent
- Toiletmidler og luftfriskere (Closan og Ambi-Pur): 44,4 procent
- Mundhygiejne (Zendium): 26,5 procent
- Personlig pleje (bl.a Williams, Neutral og Sanex): 15,3 procent